# Nossa Senhora de Santa Cabeça
Nossa Senhora de Santa Cabeça ou simplesmente Santa Cabeça é um dos títulos com que a Virgem Maria é invocada desde o aparecimento da cabeça de uma estátua mariana a dois pescadores paulistanos, em meados do século XIX.

## Histórico

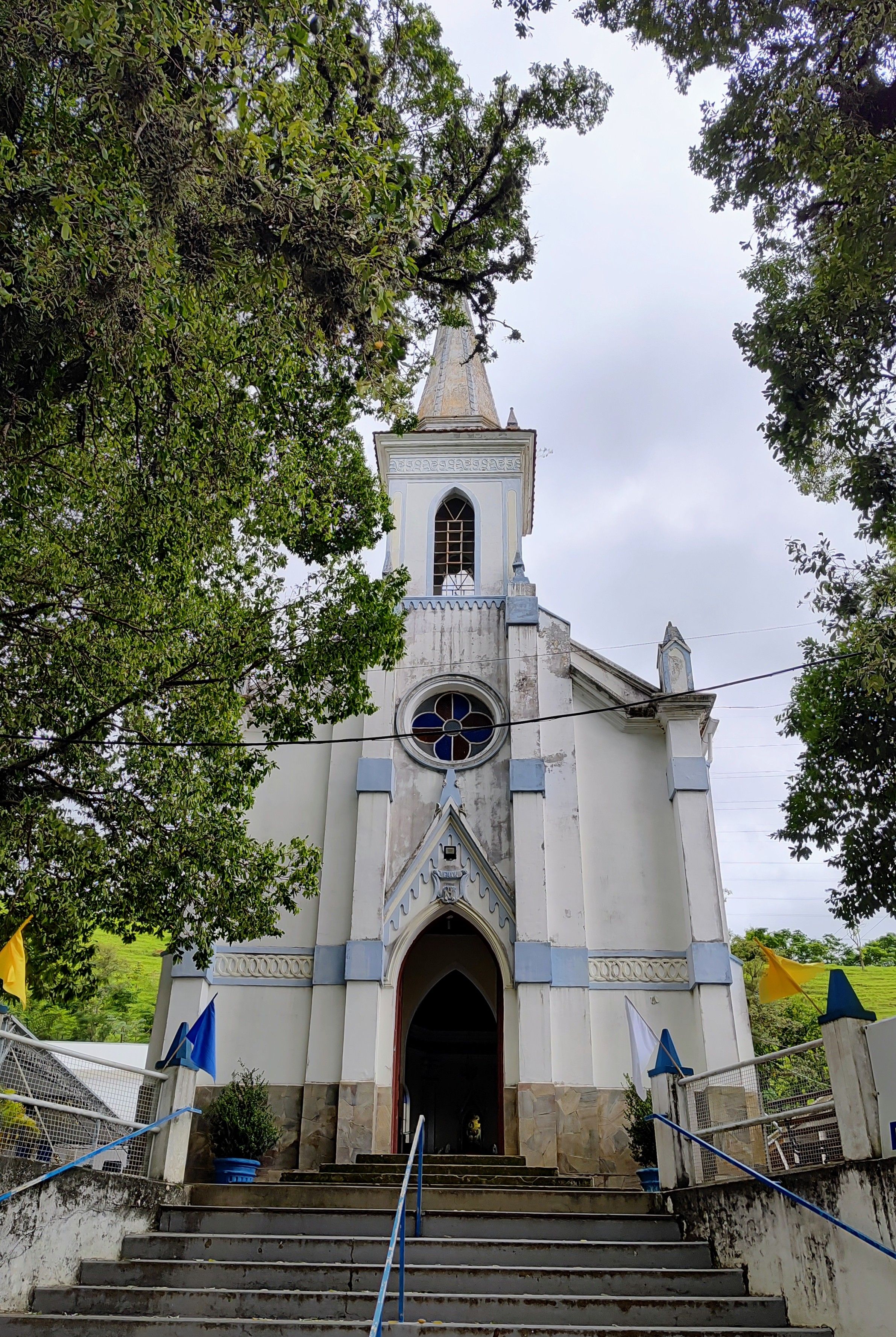
Santuário de Nossa Senhora de Santa Cabeça em Cachoeira Paulista

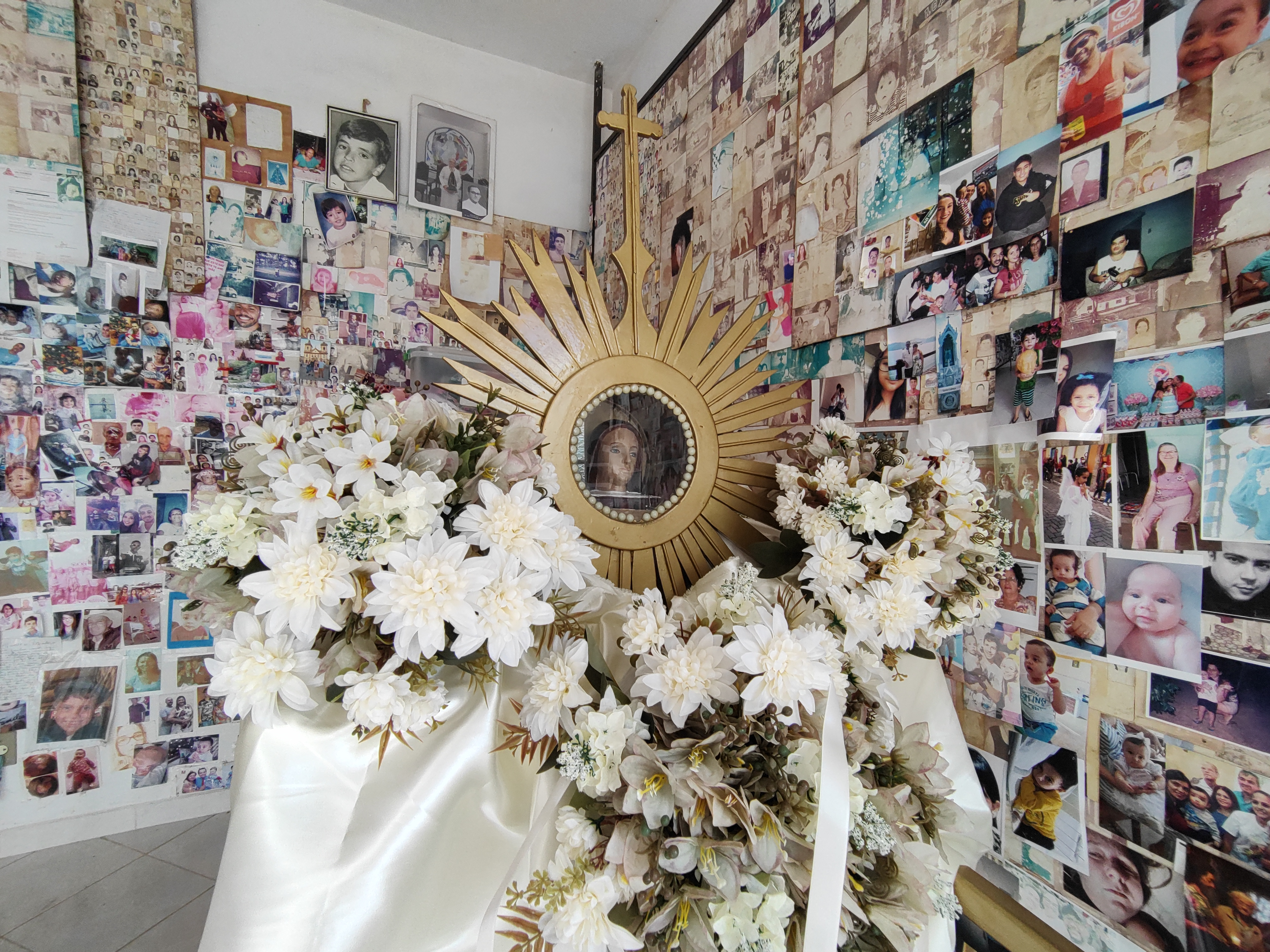
Andor processional de Nossa Senhora de Santa Cabeça, com uma réplica da estátua original

Por volta do ano 1829, dois pescadores que buscavam seu sustento no Rio Tietê viram em meio às redes uma pequena cabeça de uma estátua de Nossa Senhora. Sem saber o que fazer com o achado, entregaram-na a José Corrêa, um negociante que vinha do Rio Grande do Sul com destino ao Rio de Janeiro, este que ao passar pelo bairro do Paiol em Silveiras, ofereceu como forma de agradecimento para Joana de Oliveira, que tinha lhe dado estadia. Joana acabou se mudando para a antiga vila de Jatahy, atual distrito de Cachoeira Paulista, e levou consigo a imagem, onde a expôs em um lugar especial em sua casa. Com o tempo, sua casa tornou-se destino de várias pessoas que vinham rezar e agradecer por graças alcançadas por intercessão de Nossa Senhora.
No ano de 1928, foi inaugurada a atual igreja por influência da padre João Graciano de Farias, onde antes tinha sido erguido uma capela, e no ano de 2010 a igreja recebeu de Dom Benedito Beni dos Santos, na época bispo da Diocese de Lorena, o título de "Santuário Diocesano de Nossa Senhora de Santa Cabeça". O santuário diocesano fica localizado às margens da Rodovia dos Tropeiros, em Cachoeira Paulista.
Desde 2014 a 2019, o santuário recebia anualmente cerca de 80 mil a 100 mil peregrinos, oriundos principalmente de São Paulo, Minas Gerais e Rio de Janeiro. No dia da festa, que ocorre no segundo domingo de dezembro, cerca de 10 mil peregrinos se reuniam no santuário. O santuário também faz parte dos destinos religiosos dentro do Vale do Paraíba, juntamente com o Santuário Nacional de Nossa Senhora Aparecida em Aparecida, o Santuário Frei Galvão em Guaratinguetá e a Comunidade Canção Nova.
A imagem encontrada é protegida por uma redoma, circundada por um resplendor dourado e sustentada por dois anjos, estando este conjunto exposto em seu santuário.